# مقدونیه هخامنشی

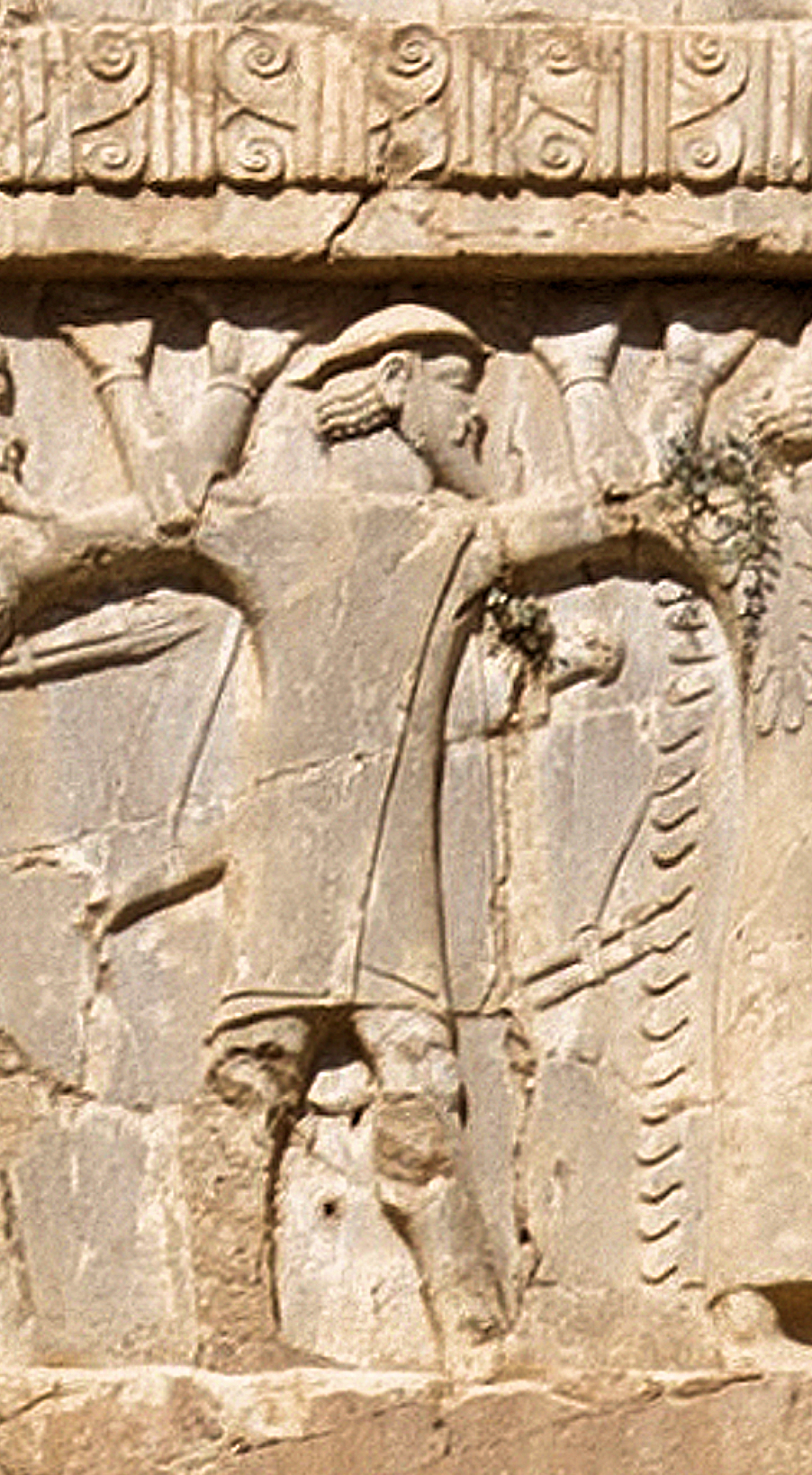
سنگ‌نگاره یک سرباز مقدونیه‌ای بر روی آرامگاه خشایارشا.

مقدونیه هخامنشی (یونانی: Αχαιμενιδών Μακεδονία) اشاره به دوره‌ای از تاریخ مقدونیه باستان که پادشاهان این کشور دست‌نشانده شاهنشاهی هخامنشی بودند. این دوران از ۵۱۲ تا ۴۹۹ پیش از میلاد به طول انجامید و مقدونیه در جریان شورش یونانیان آسیا، اعلام استقلال کرد. پس از سرکوب شورش توسط هخامنشیان، مقدونیه مجدداً در سال ۴۹۲ پیش از میلاد دست‌نشانده ایرانیان شد. در نهایت، پس از عدم موفقیت هخامنشیان در فتح سرزمین‌های اروپایی یونان، این کشور مجدداً استقلال خود را بازیافت.